# Храм Святителя Тихона Задонского (Вильнюс)
Церковь Святителя Тихона Задонского — православный храм в Вильнюсе. Находится по адресу улица Лепкальнё, 19, рядом с храмом Ефросинии Полоцкой.
В 1843 году на этом месте была сооружена усыпальница Тихона Зайцева, видного купца, попечителя Евфросиниевского кладбища. Это вид грота в песчаной горе: путь идёт из лощины между двумя возвышениями и упирается в большую каменную полукруглую арку.
Пещерная усыпальница Тихона Зайцева была расширена внутри, и её переделали в храм. Внешний вид изменился мало, только над аркой был сооружён небольшой купол с крестом.
В 1914 году была освещена вторая кладбищенская церковь — в честь святителя Тихона Задонского.
С 1961 года богослужения в пещерном храме не совершались — в ней советские власти устроили склад. В 1987 году храм возвращён епархии.

## См.также
- Храмы Вильнюса